# Thrixspermum angustifolium
Thrixspermum angustifolium är en orkidéart som först beskrevs av Carl Ludwig von Blume, och fick sitt nu gällande namn av Heinrich Gustav Reichenbach. Thrixspermum angustifolium ingår i släktet Thrixspermum och familjen orkidéer.
Artens utbredningsområde är Java. Inga underarter finns listade i Catalogue of Life.